# Équipe d'Autriche féminine de hockey sur glace
Cet article traite de l'équipe féminine. Pour l'équipe masculine, voir Équipe d'Autriche de hockey sur glace.
L'Équipe d'Autriche féminine de hockey sur glace est la sélection nationale d'Autriche regroupant les meilleures joueuses autrichiennes de hockey sur glace féminin lors des compétitions internationales. Elle est sous la tutelle de l'Österreichischer Eishockeyverband. L'Autriche est classée 14e sur 42 équipes au classement IIHF 2021 .

## Résultats

### Jeux olympiques
L'équipe féminine d'Autriche n'a jamais participé aux Jeux olympiques.
- 1998-2006 — Ne participe pas
- 2010 — Non qualifié
- 2014 — Non qualifié
- 2018 — Non qualifié
- 2022 —  Non qualifié

### Championnats du monde
L'équipe féminine d'Autriche a participé au Championnat du monde féminin de hockey sur glace pour la première fois en 2004, débutant à l'époque en Division III.
- 1990-2003 — Ne participe pas
- 2004 — Vingt-deuxième (1er de la Division III)
- 2005 — Dix-neuvième (5e de la Division II)
- 2007 — Dix-neuvième (4e de la Division II)
- 2008 — Seizième (1er de la Division II)
- 2009 — Treizième (4e de la Division I)
- 2011 — Douzième (4e de la Division I)
- 2012 — Douzième (4e de la Division IA)
- 2013 — Douzième (4e de la Division IA)
- 2014 — Treizième (5e de la Division IA)
- 2015 — Dixième (2e de la Division IA)
- 2016 — Onzième (3e de la Division IA)
- 2017 — Dixième (2e de la Division IA)
- 2018 — Dixième (2e de la Division IA)
- 2019 — Quatorzième (4e de la Division IA)
- 2020 — Pas de compétition en raison de la pandémie de coronavirus[3]
- 2021 — Pas de compétition en raison de la pandémie de coronavirus [4].
- 2022 — Quatorzième (4e de Division IA)

Note :  Promue ;  Reléguée

### Classement mondial
| Année | Rang       | Points     | Progression |
| ----- | ---------- | ---------- | ----------- |
| 2003  | Non classé | Non classé | Non classé  |
| 2004  | 26         | 700        | -           |
| 2005  | 25         | 1 285      | +1          |
| 2006  | 21         | 920        | +4          |
| 2007  | 20         | 1 315      | +1          |
| 2008  | 19         | 1 580      | +1          |
| 2009  | 17         | 1 875      | +2          |
| 2010  | 16         | 2 040      | +1          |
| 2011  | 15         | 2 130      | +1          |
| 2012  | 15         | 2 185      | ±0          |

| Année      | Rang | Points | Progression |
| ---------- | ---- | ------ | ----------- |
| 2013       | 12   | 2 220  | +3          |
| Fév. 2014  | 13   | 2 190  | -1          |
| Avril 2014 | 13   | 3 070  | ±0          |
| 2015       | 12   | 2 905  | +1          |
| 2016       | 11   | 2 710  | +1          |
| 2017       | 10   | 2 530  | +1          |
| Fév. 2018  | 10   | 3 280  | ±0          |
| Avril 2018 | 11   | 3 200  | -1          |
| 2019       | 12   | 2 910  | -1          |
| 2020       | 14   | 2 640  | -2          |
| 2021       | 14   | 2 385  | ±0          |

## Équipe moins de 18 ans

### Championnat du monde moins de 18 ans
L'équipe des moins de 18 ans fait ses débuts en 2007 à l'occasion des qualifications pour le premier Championnat du monde de cette catégorie.
- 2008 — Non qualifié
- 2009 — 4e de la Division I
- 2010 — 4e de la Division I
- 2011 — 3e de la Division I
- 2012 — 2e de la Division I
- 2013 — 6e de la Division I
- 2014 — 1er de la Qualification pour la Division I
- 2015 — 6e de la Division I
- 2016 — 1er de la Qualification pour la Division I
- 2017 — 5e de la Division IA
- 2018 — 4e de la Division IA
- 2019 — 6e de la Division IA
- 2020 — 2e de la Division IB
- 2021 — Pas de compétition en raison de la pandémie de coronavirus

### Jeux olympiques de la jeunesse
En tant que pays organisateur, l'Autriche est qualifiée d'office pour les Jeux olympiques de la jeunesse d'hiver de 2012, organisés à Innsbruck.
- 2012 —  Deuxième
- 2016 — Ne participe pas
- 2020 — Ne participe pas